# 京都府の灯台一覧
京都府の灯台一覧（きょうとふのとうだいいちらん）は、京都府にある灯台及び、照射灯、灯標、等の光波標識をまとめた一覧である。

## 灯台
- 伊根港カンジャガハナ灯台 京都府与謝郡伊根町（カンジャガハナ）
- 伊根港灯台 京都府与謝郡伊根町（青島）
- 間人港灯台 京都府間人港（弁天岩）
- 宮津黒埼灯台 京都府宮津市（黒埼）
- 経ヶ岬灯台 京都府京丹後市（経ケ岬）
- 三本松鼻灯台 京都府舞鶴市（三本松鼻）
- 成生岬灯台 京都府舞鶴市（成生岬）
- 丹後鷲埼灯台 京都府与謝郡伊根町（鷲埼）
- 博奕岬灯台 京都府舞鶴市（博奕岬）
- 舞鶴港ミヨ埼灯台 京都府舞鶴市（ミヨ埼）
- 舞鶴港戸島灯台 京都府舞鶴市（戸島南西端）

## 防波堤灯台
- 久美浜港南防波堤灯台 京都府久美浜港（南防波堤外端）
- 宮津港杉ノ末防波堤灯台 京都府宮津港第2区（杉ノ末防波堤外端）
- 宮津港鶴賀防波堤灯台 京都府宮津港第2区（鶴賀防波堤外端）
- 三津港島堤灯台 京都府京丹後市（三津港島堤外端）
- 小橋港沖第二防波堤灯台 京都府舞鶴市（小橋港沖第二防波堤外端）
- 新井港防波堤灯台 京都府与謝郡伊根町（新井港防波堤外端）
- 成生港第一防波堤灯台 京都府舞鶴市（成生港第一防波堤外端）
- 浅茂川港東第二防波堤灯台 京都府浅茂川港（東第二防波堤外端）
- 浅茂川港東内防波堤灯台 京都府浅茂川港（東内防波堤外端）
- 浅茂川港東防砂堤灯台 京都府浅茂川港（東防砂堤外端）
- 丹後竹野港防波堤灯台 京都府京丹後市（竹野港防波堤外端）
- 中浜港第二防波堤灯台 京都府中浜港（第二防波堤外端）
- 浜詰港塩江防波堤灯台 京都府京丹後市（浜詰港塩江防波堤外端）
- 浜詰港夕日第三防波堤灯台 京都府京丹後市（浜詰港夕日第三防波堤外端）
- 舞鶴港喜多防波堤灯台 京都府舞鶴港第1区（喜多防波堤外端）
- 本庄港北防波堤灯台 京都府本庄港（北防波堤外端）
- 養老港第一防波堤灯台 京都府宮津市（養老港第一防波堤外端）

## 照射灯
- 間人港弁天島西方照射灯 京都府間人港（間人港灯台）

## 灯浮標
- 宮津港獅子崎鼻南西方灯浮標 京都府宮津港第2区（宮津港鶴賀防波堤灯台の北方約1.6キロメートル）
- 宮津港灯浮標 京都府宮津港第3区（宮津黒埼灯台の西南西方約3.3キロメートル）
- 舞鶴港アモ瀬灯浮標 京都府舞鶴港第3区（三本松鼻灯台の北西方約1.1キロメートル）
- 舞鶴港吉原沖灯浮標 京都府舞鶴港第3区（舞鶴港喜多防波堤灯台の東北東方約880メートル）
- 舞鶴港金ケ埼東方灯浮標 京都府舞鶴港第3区（金ケ埼の東南東方約550メートル）
- 舞鶴港口灯浮標 京都府舞鶴港第3区（博奕岬灯台の西南西方約1.1キロメートル）
- 舞鶴港傘曽根灯浮標 京都府舞鶴港第1区（舞鶴港喜多防波堤灯台の北北東方約210メートル）
- 舞鶴港中ノ瀬下端灯浮標 京都府舞鶴港第3区（舞鶴港ミヨ埼灯台の南西方約1.3キロメートル）
- 舞鶴港砥石鼻南方灯浮標 京都府舞鶴港第3区（舞鶴港喜多防波堤灯台の北北東方約1.2キロメートル）

## 浮標
- 舞鶴港乙島浮標 京都府舞鶴港（舞鶴港戸島灯台の東南東方約750メートル）
- 舞鶴港雁又鼻浮標 京都府舞鶴港内（舞鶴港ミヨ埼灯台の南南西方約1.1キロメートル）
- 舞鶴港中ノ瀬上端浮標 京都府舞鶴港第3区（舞鶴港ミヨ埼灯台の南西方約1.4キロメートル）
- 舞鶴港長曽根浮標 京都府舞鶴港第3区（舞鶴港ミヨ埼灯台の東南東方約1.2キロメートル）
- 舞鶴港白浜浮標 京都府舞鶴港（舞鶴港戸島灯台の南東方約1.0キロメートル）

## 灯標
- 舞鶴港オノクリ灯標 京都府舞鶴港第3区（三本松鼻灯台の南東方約780メートル）
- 舞鶴港カギ曽根灯標 京都府舞鶴港第3区（舞鶴港戸島灯台の南南東方約600メートル）
- 舞鶴港烏島北東方灯標 京都府舞鶴港第3区（舞鶴港ミヨ埼灯台の南南西方約620メートル）

## 橋梁灯
- 舞鶴クレインブリッジ橋梁灯（C1灯） 京都府舞鶴港第3区（舞鶴クレインブリッジ南側面中央）
- 舞鶴クレインブリッジ橋梁灯（C2灯） 京都府舞鶴港第3区（舞鶴クレインブリッジ北側面中央）
- 舞鶴クレインブリッジ橋梁灯（L1灯） 舞鶴クレインブリッジ橋梁灯（C1灯）の西北西方約54メートル
- 舞鶴クレインブリッジ橋梁灯（L2灯） 舞鶴クレインブリッジ橋梁灯（C2灯）の西北西方約54メートル
- 舞鶴クレインブリッジ橋梁灯（P1灯） 舞鶴クレインブリッジ橋梁灯（C1灯）の西北西方約180メートル
- 舞鶴クレインブリッジ橋梁灯（P2灯） 舞鶴クレインブリッジ橋梁灯（C2灯）の西北西方約180メートル
- 舞鶴クレインブリッジ橋梁灯（P3灯） 舞鶴クレインブリッジ橋梁灯（C1灯）の東南東方約180メートル
- 舞鶴クレインブリッジ橋梁灯（P4灯） 舞鶴クレインブリッジ橋梁灯（C2灯）の東南東方約180メートル
- 舞鶴クレインブリッジ橋梁灯（R1灯） 舞鶴クレインブリッジ橋梁灯（C1灯）の東南東方約54メートル
- 舞鶴クレインブリッジ橋梁灯（R2灯） 舞鶴クレインブリッジ橋梁灯（C2灯）の東南東方約54メートル

## 橋梁標
- 舞鶴クレインブリッジ橋梁標（C1標） 京都府舞鶴港第3区（舞鶴クレインブリッジ南側面中央）
- 舞鶴クレインブリッジ橋梁標（C2標） 京都府舞鶴港第3区（舞鶴クレインブリッジ北側面中央）
- 舞鶴クレインブリッジ橋梁標（L1標） 舞鶴クレインブリッジ橋梁標（C1標）の西北西方約54メートル
- 舞鶴クレインブリッジ橋梁標（L2標） 舞鶴クレインブリッジ橋梁標（C2標）の西北西方約54メートル
- 舞鶴クレインブリッジ橋梁標（R1標） 舞鶴クレインブリッジ橋梁標（C1標）の東南東方約54メートル
- 舞鶴クレインブリッジ橋梁標（R2標） 舞鶴クレインブリッジ橋梁標（C2標）の東南東方約54メートル

## その他
- 間人港指向灯 京都府間人港（間人港灯台の南南西方約200メートル）
- 経ケ岬無線方位信号所 京都府京丹後市（経ケ岬）
- 丹後ディファレンシャルGPS局 京都府京丹後市（間人）